# Diserzione

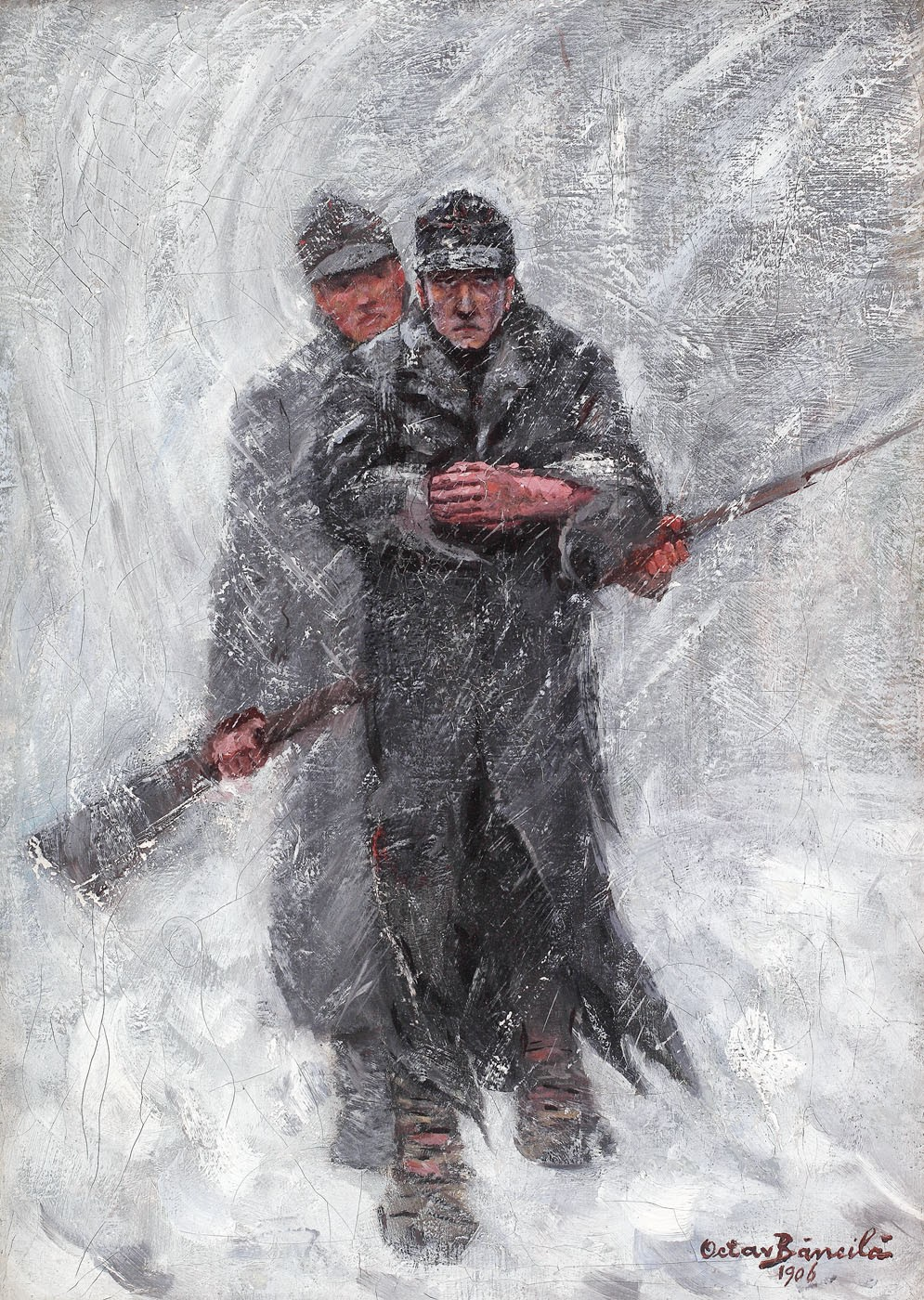
Il disertore di Octav Băncilă, 1906

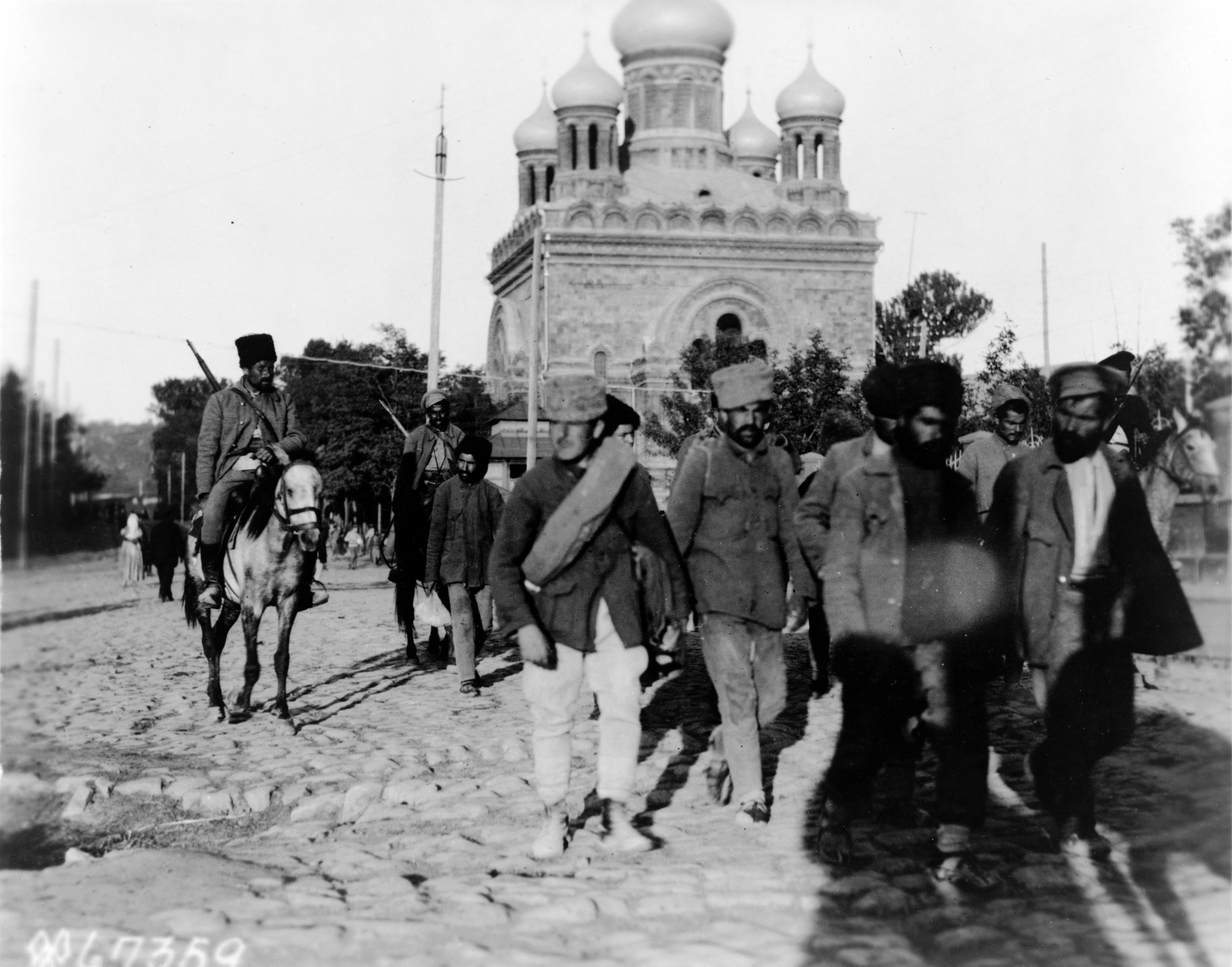
Soldati armeni nel 1919, con disertori come prigionieri

La diserzione è il reato commesso dal militare che, in tempo di pace o in guerra, abbandona il suo posto senza esserne autorizzato, con l'intenzione di non ritornare.

## Descrizione
Non va confusa con le meno gravi "assenza non autorizzata" o "assenza senza permesso", che sono forme temporanee di assenza dal servizio. Il reato nei codici penali militari di guerra di alcuni paesi, compreso quello italiano, in passato è stato considerato passibile di pena di morte (nel caso del militare che passi al nemico o abbandoni il posto in presenza del nemico).
L'abbandono del servizio può avvenire in due modi:
- quando il militare senza autorizzazione si allontani dal corpo cui appartiene;
- quando, regolarmente assente dal corpo (per congedo provvisorio, licenza, ecc.) non lo raggiunga, senza giustificato motivo, nel termine prefissogli.

In tempo di guerra la diserzione può essere definita "immediata" quando il militare sia passato al nemico oppure si sia, senza permesso, assentato dalle file in presenza del nemico. Altro caso di diserzione immediata si ha quando il militare evade dal carcere o dalla reclusione militare. 

## Nel mondo
Nelle forze armate statunitensi, nelle forze armate britanniche, della Nuova Zelanda, di Singapore e canadesi, e nelle forze di difesa australiane, il personale militare diventa AWOL (assente senza permesso) se manca dal suo posto senza una valida autorizzazione. Questo personale viene eliminato dai registri di unità dopo trenta giorni e quindi elencato come disertore.

### Italia

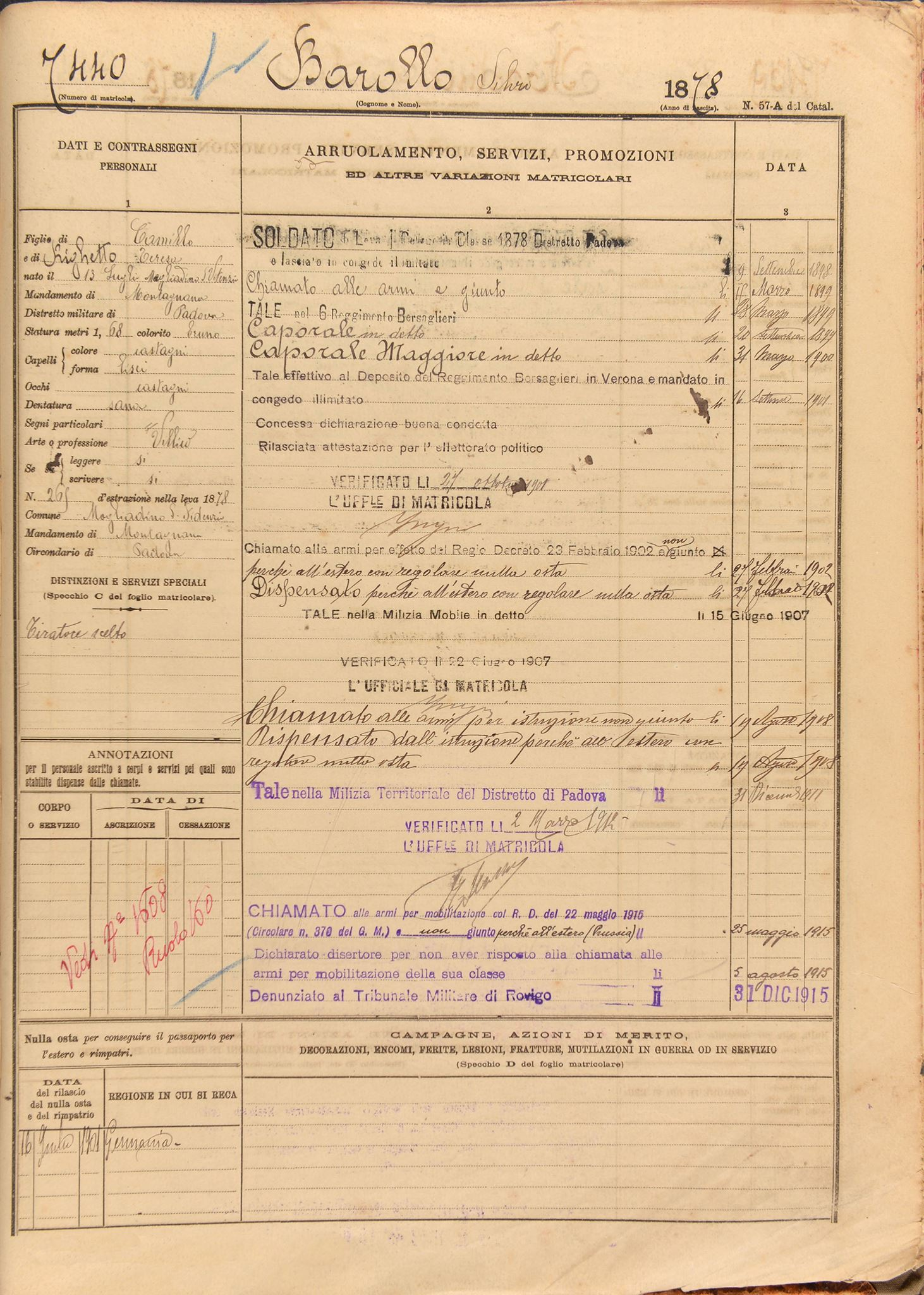
Foglio matricolare di un militare del Regio Esercito denunciato come disertore al richiamo alle armi allo scoppio della prima guerra mondiale, si veda ultimo timbro in basso

Le norme in vigore in Italia relative alla diserzione sono contenute negli art. 148-150 del codice penale militare di pace (CPMP) e negli art. 143-150 del codice penale militare di guerra (CPMG).
Per la legge italiana commette reato di diserzione il militare in servizio alle armi che si allontana, senza autorizzazione, dal reparto e ne rimane assente per 5 giorni consecutivi (un solo giorno in tempo di guerra) o che, trovandosi legittimamente assente, non si presenta senza giusto motivo nei 5 giorni seguenti (due giorni in tempo di guerra).

### Australia

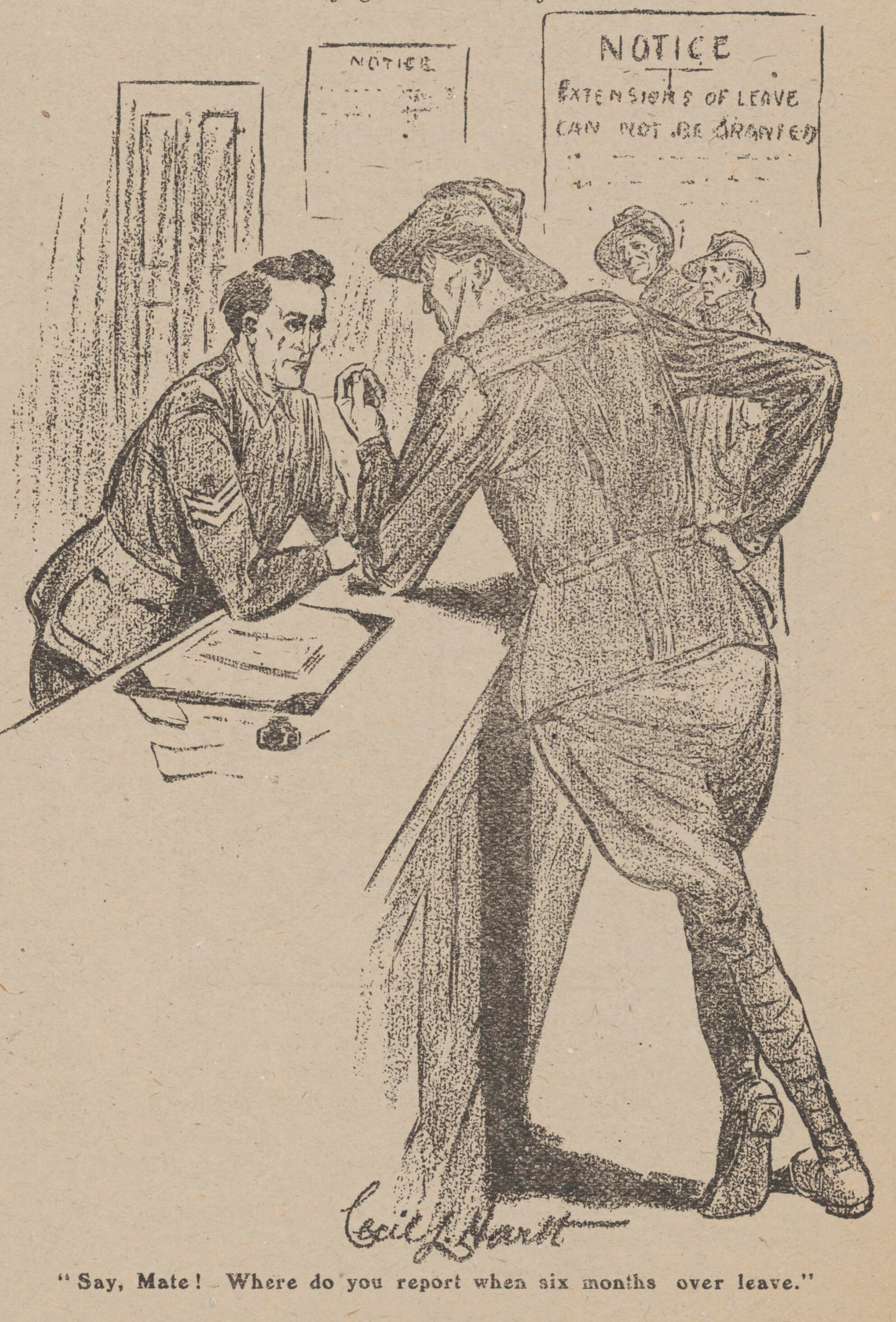
Una vignetta del 1918 di Cecil Hartt che prende in giro l'alta incidenza di soldati che si assentano senza permesso nella Forza Imperiale Australiana.

Durante la prima guerra mondiale, il governo australiano si rifiutò di consentire che i membri della First Australian Imperial Force (AIF) venissero giustiziati per diserzione, nonostante le pressioni del governo e dell'esercito britannico. L'AIF aveva il più alto tasso di soldati che si assentavano senza permesso di tutti i contingenti nazionali della British Expeditionary Force, e la percentuale di soldati che disertavano era anche più alta di quella di altre forze sul fronte occidentale in Francia.

### Austria
Nel 2011, Vienna decise di onorare i disertori della Wehrmacht austriaca. Il 24 ottobre 2014, un memoriale per le vittime della giustizia militare nazista è stato inaugurato sulla Ballhausplatz di Vienna dal presidente austriaco Heinz Fischer. Il monumento è stato creato dall'artista tedesco Olaf Nicolai e si trova di fronte all'ufficio del presidente e alla cancelleria austriaca. L'iscrizione in cima alla scultura a tre gradini presenta una poesia del poeta scozzese Ian Hamilton Finlay (1924-2006) con solo due parole: tutto solo.

### Colombia
In Colombia, l'insurrezione delle Forze armate rivoluzionarie della Colombia (FARC) è stata fortemente colpita dalla diserzione durante il conflitto armato con le Forze militari della Colombia. Il Ministero della Difesa colombiano ha segnalato 19.504 disertori delle FARC tra agosto 2002 e la loro smobilitazione collettiva nel 2017, nonostante le punizioni potenzialmente severe, inclusa l'esecuzione, per i tentativi di diserzione nelle FARC. Il declino organizzativo ha contribuito all'elevato tasso di diserzione delle FARC che ha raggiunto il picco nell'anno 2008. Una successiva situazione di stallo tra le FARC e le forze governative ha dato origine al processo di pace colombiano.

### Francia

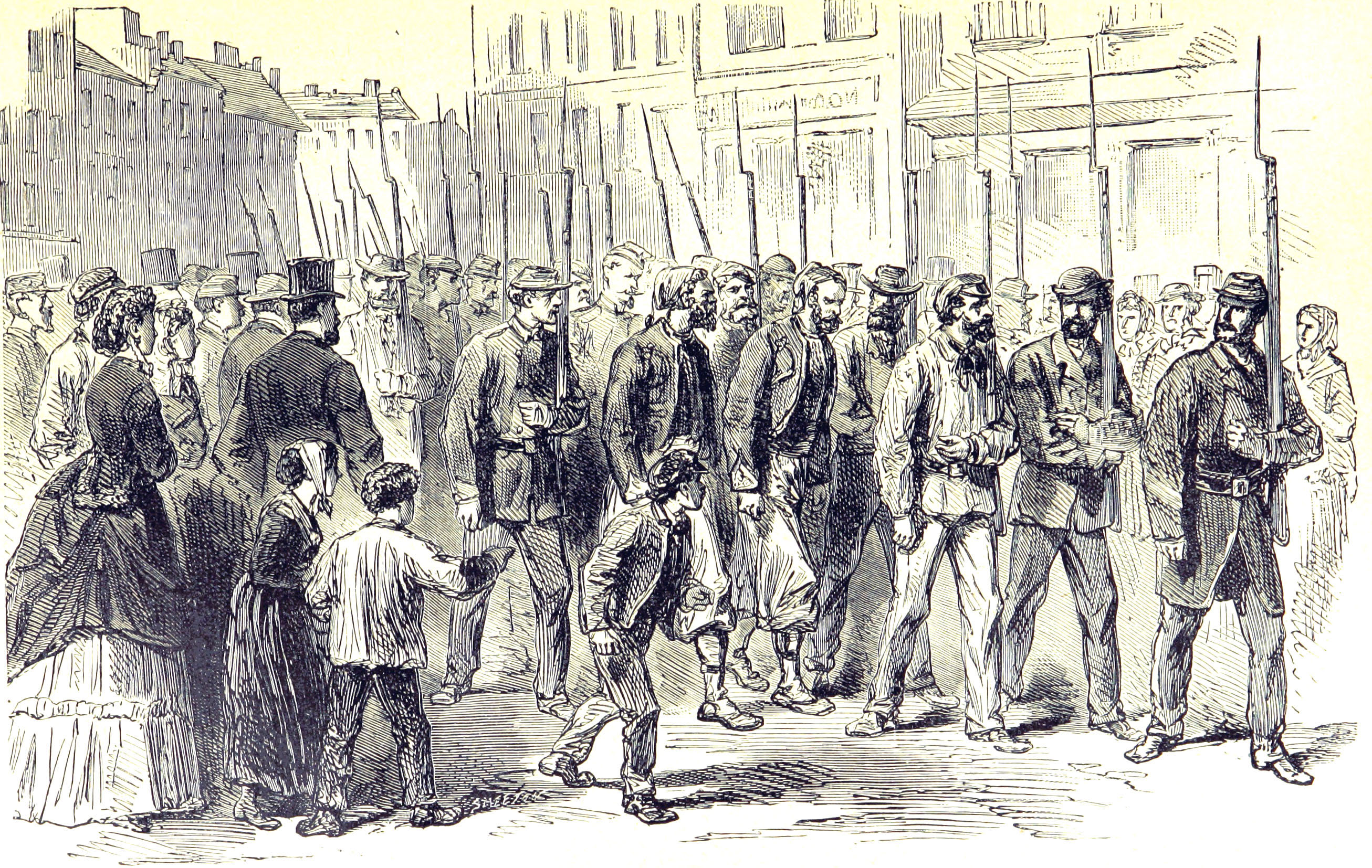
"Convoglio di disertori - Parigi" nel libro "Cassell's History of the War between France and Germany. 1870–1871"

Molti individui che furono arruolati dalla Prima Repubblica francese durante le guerre rivoluzionarie francesi disertarono. C'erano stime approssimative del numero di individui che disertarono durante il periodo della Levée en masse, ma a causa di molti fattori, come l'incapacità di gestire e tenere traccia di tutti gli eserciti o di differenziare tra uomini con nomi simili, il numero esatto non è chiaro. Nel 1800, il ministro della guerra (Carnot) riferì che c'erano 175.000 disertori in base al numero di individui che cercarono i benefici in seguito all'amnistia messa in atto.
Dal 1914 al 1918 tra 600 e 650 soldati francesi furono giustiziati per diserzione. Nel 2013, un rapporto per il Ministero degli Affari dei Veterani francese raccomandò che venissero graziati.
Al contrario, la Francia considerava altamente lodevole l'atto dei cittadini dell'Alsazia-Lorena che durante la prima guerra mondiale disertarono dall'esercito tedesco. Dopo la guerra fu deciso di conferire a tutti questi disertori la medaglia degli evasi (in francese: Médaille des Évadés).

### Germania

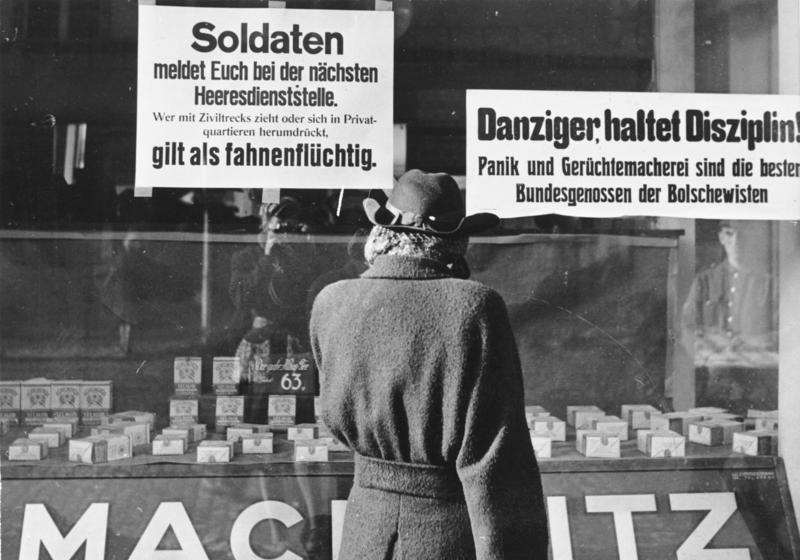
Manifesti stradali tedeschi a Danzica all'avvicinarsi dell'Armata Rossa nel febbraio 1945, che avvisavano i soldati che la fuga insieme ai civili sarebbe stata considerata una diserzione.

Durante la prima guerra mondiale, solo 18 tedeschi che disertarono furono giustiziati. Tuttavia, i tedeschi giustiziarono 15.000 uomini che disertarono dalla Wehrmacht durante la seconda guerra mondiale. Nel giugno 1988 l'iniziativa per la creazione di un memoriale per coloro che disertarono la Wehrmacht prese vita a Ulm.

### Irlanda

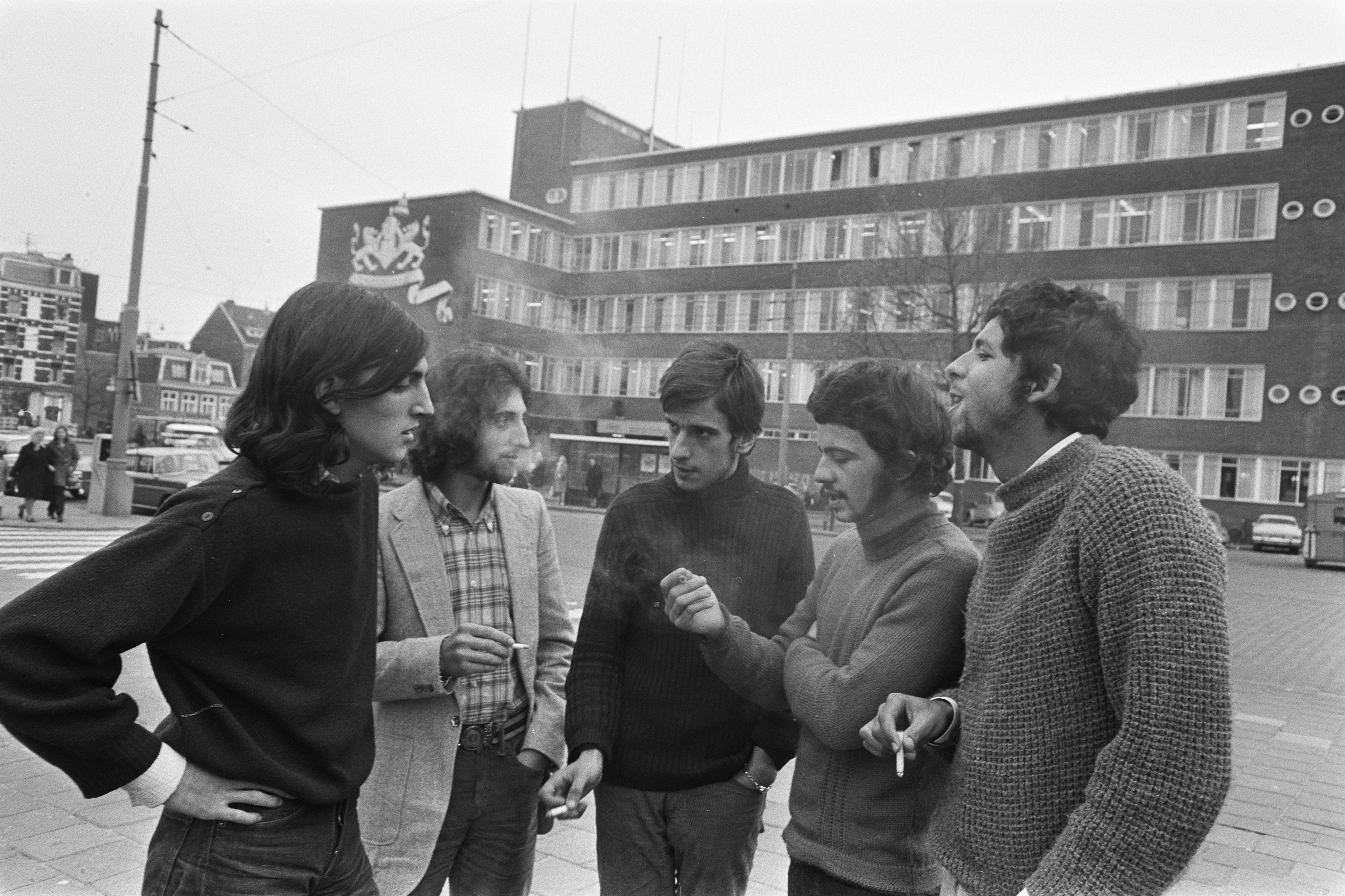
Disertori dell'esercito portoghese durante la guerra coloniale portoghese in Africa, Amsterdam, 1969.

L'Irlanda era neutrale durante la seconda guerra mondiale; l'esercito irlandese si espanse fino a 40.000 uomini, ma non ebbero molto da fare una volta che divenne chiaro nel 1942 che un'invasione (sia da parte della Germania nazista che dell'Impero britannico) era improbabile. I soldati furono messi a lavorare tagliando alberi e torba; il morale era basso e la paga era scarsa. Dei 60.000 uomini che passarono attraverso l'esercito nel 1940-45, circa 7.000 uomini disertarono, circa la metà di loro decise di combattere dalla parte degli Alleati, la maggior parte si unì all'esercito britannico.
Una volta terminata la guerra, l'ordine EPO 362 permetteva ai disertori di tornare in Irlanda; non venivano imprigionati, ma perdevano il diritto alla pensione dell'esercito e non potevano lavorare per lo Stato o richiedere i sussidi di disoccupazione per 7 anni. Erano anche visti come traditori da alcuni irlandesi.
Decenni dopo, la moralità delle loro azioni fu dibattuta; da un lato, avevano abbandonato illegalmente le forze armate del loro paese in un momento in cui era minacciato di invasione - in effetti, si sosteneva che i loro atti erano traditori in un momento in cui la Gran Bretagna avrebbe potuto pianificare di prendere il controllo dei porti irlandesi; dall'altro lato, scelsero di lasciare un incarico sicuro seppur noioso per rischiare la vita combattendo contro il fascismo, e molti erano motivati da un autentico idealismo.
Nel 2012, il ministro della giustizia e dell'uguaglianza Alan Shatter ha concesso la grazia e l'amnistia a tutti i disertori delle Forze di difesa irlandesi della seconda guerra mondiale.

### Nuova Zelanda
Durante la prima guerra mondiale 28 soldati neozelandesi furono condannati a morte per diserzione; di questi, cinque furono giustiziati. Questi soldati furono graziati postumi nel 2000 attraverso il Pardon for Soldiers of the Great War Act. Coloro che disertarono prima di raggiungere il fronte furono imprigionati in quelle che furono definite condizioni dure.

### Russia

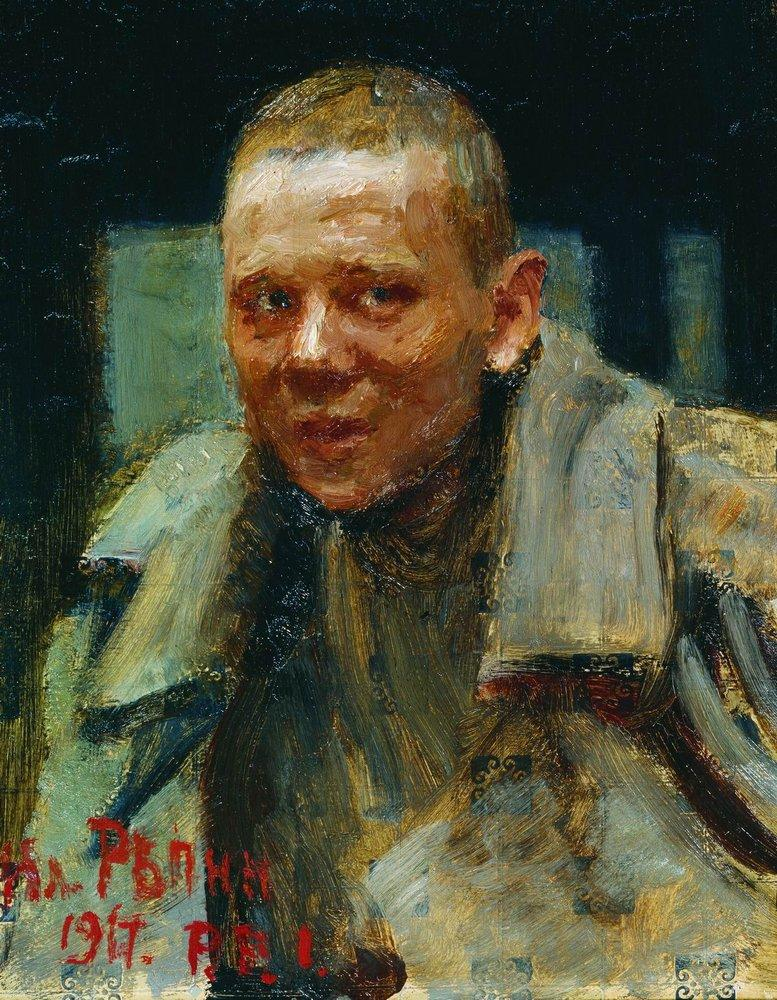
Deserteur (Дезертир), di Ilya Repin, 1917

Durante la mobilitazione russa del 2022, la Duma di Stato russa controllata da Putin ha adottato emendamenti per includere i concetti di mobilitazione, legge marziale e tempo di guerra nel Codice penale e ha introdotto diversi articoli relativi alle operazioni militari. La diserzione durante un periodo di mobilitazione o tempo di guerra sarà punita fino a 10 anni di carcere. Nel dicembre 2022, il Kazakistan ha deportato in Russia un ufficiale russo che stava cercando di evitare la guerra russo-ucraina.

### Unione Sovietica

#### Guerra civile russa
Nel 1919, 616 disertori "hardcore" dei 837.000 renitenti alla leva e disertori totali furono giustiziati in seguito alle misure draconiane del Commissario del popolo Leon Trotsky. Secondo Figes, "la maggior parte dei disertori (molti dei quali registrati come "deboli") furono riconsegnati alle autorità militari e formati in unità per il trasferimento in uno degli eserciti di retroguardia o direttamente al fronte". Anche quelli registrati come disertori "maligni" furono reintegrati nei ranghi quando la richiesta di rinforzi divenne disperata". Forges notò anche che l'Armata Rossa istituì settimane di amnistia per proibire misure punitive contro la diserzione che incoraggiarono il ritorno volontario di 98.000-132.000 disertori nell'esercito.

#### Seconda guerra mondiale
L'ordine n. 270 , datato 16 agosto 1941, fu emesso da Iosif Stalin. L'ordine richiedeva ai superiori di sparare sui disertori sul posto. I loro familiari furono sottoposti ad arresto. L'ordine n. 227, datato 28 luglio 1942, ordinava che ogni esercito dovesse creare "distaccamenti di blocco" (truppe di barriera) che avrebbero sparato ai "codardi" e alle truppe in fuga in preda al panico nella parte posteriore.
Guerra sovietico-afghana
Molti soldati sovietici disertori della guerra sovietico-afghana spiegano le ragioni della loro diserzione come politiche.  Un significativo aumento delle diserzioni avvenne nel 1989. I tassi più alti di diserzione furono riscontrati tra le truppe di confine, che variavano dal 60 all'80% durante il primo anno dell'invasione sovietica.

### Regno Unito
Storicamente, chi veniva pagato per arruolarsi e poi disertava poteva essere arrestato in base a un tipo di mandato noto come arrestando ipsum qui pecuniam recepit, ovvero "per aver arrestato qualcuno che aveva ricevuto denaro".

#### Guerre napoleoniche
Durante le guerre napoleoniche la diserzione fu un enorme spreco di risorse per l'esercito britannico, nonostante la minaccia della corte marziale e la possibilità della pena capitale per il crimine. Molti disertori furono ospitati da cittadini che simpatizzavano con loro.

#### Prima guerra mondiale
"306 soldati britannici e del Commonwealth furono giustiziati per... diserzione durante la prima guerra mondiale", registra lo Shot at Dawn Memorial (un monumento al National Memorial Arboretum vicino ad Alrewas). Di questi, 25 erano canadesi, 22 irlandesi e 5 neozelandesi.
"Durante il periodo tra agosto 1914 e marzo 1920 più di 20.000 militari furono condannati dalle corti marziali per reati che comportavano la pena di morte. Solo 3.000 di quegli uomini ricevettero l'ordine di essere messi a morte e di questi poco più del 10% fu giustiziato."

#### Seconda guerra mondiale
Durante la seconda guerra mondiale, quasi 100.000 soldati britannici e del Commonwealth disertarono dalle forze armate.

#### Guerra in Iraq
Il 28 maggio 2006, l'esercito britannico ha segnalato oltre 1.000 assenti senza permesso dall'inizio della guerra in Iraq, con 566 dispersi dal 2005 e quella parte del 2006. Il Ministero della Difesa ha affermato che i livelli di assenza erano abbastanza costanti e "solo una persona è stata dichiarata colpevole di diserzione dall'esercito dal 1989".

### Stati Uniti

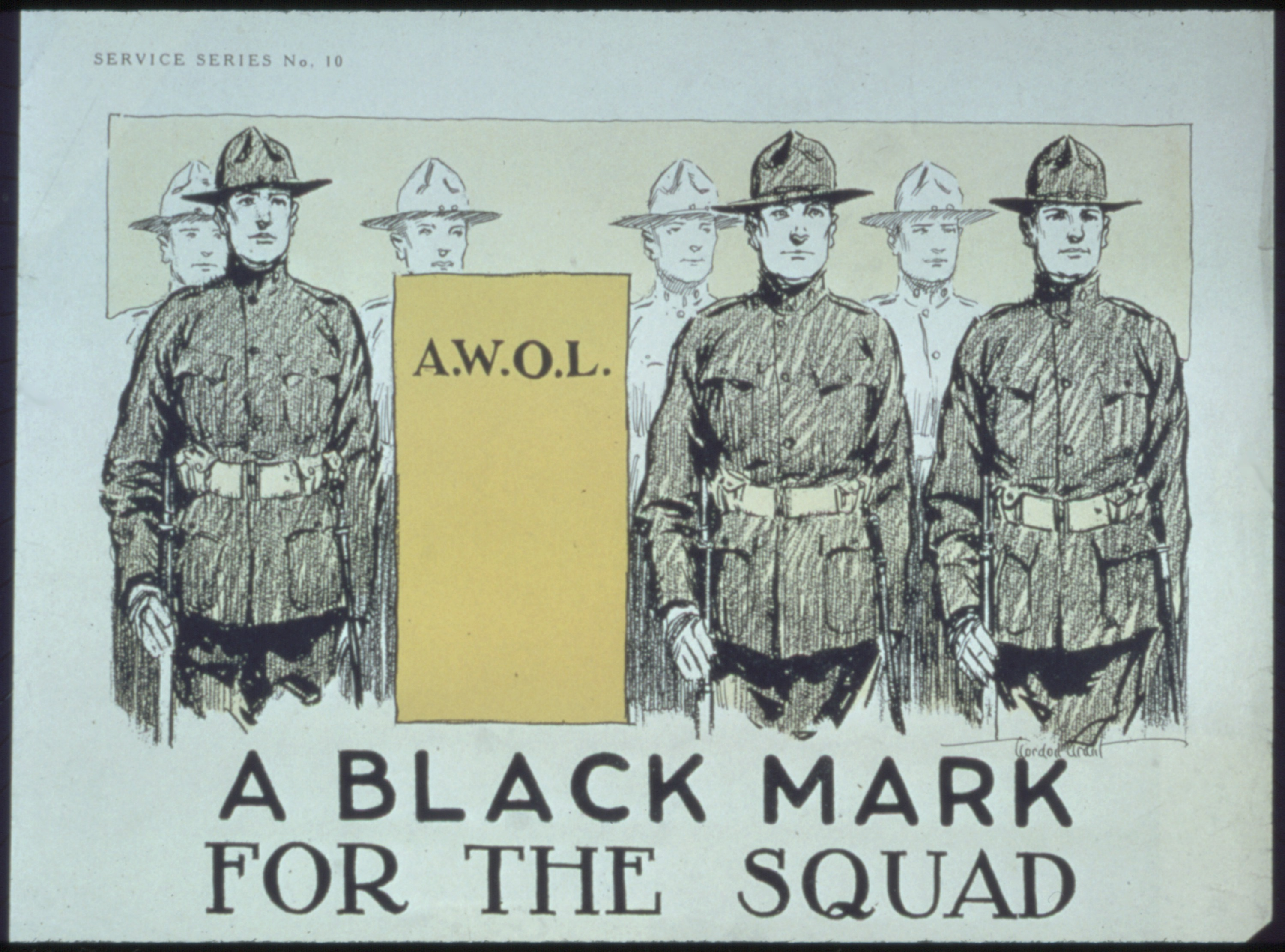
Un manifesto di guerra degli Stati Uniti che depreca l'assenza

#### Definizione legale
Secondo il Codice uniforme di giustizia militare degli Stati Uniti, la diserzione è definita come:
(a) Qualsiasi membro delle forze armate che:
(1) senza autorizzazione si allontana o rimane assente dalla sua unità, organizzazione o luogo di servizio con l'intenzione di rimanerne lontano in modo permanente;
(2) abbandona la sua unità, organizzazione o luogo di servizio con l'intento di evitare un servizio pericoloso o di sottrarsi a un servizio importante; o
(3) senza essere stato regolarmente congedato da una delle forze armate si arruola o accetta un incarico nella stessa o in un'altra delle forze armate senza rivelare pienamente il fatto che non è stato regolarmente congedato, o entra in un servizio armato straniero se non quando autorizzato dagli Stati Uniti; è colpevole di diserzione.
(b) Qualsiasi ufficiale delle forze armate che, dopo aver presentato le dimissioni e prima della notifica della loro accettazione, abbandona il suo incarico o i suoi doveri senza permesso e con l'intenzione di rimanerne lontano in modo permanente è colpevole di diserzione.

(c) Chiunque venga ritenuto colpevole di diserzione o di tentativo di diserzione sarà punito, se il reato è commesso in tempo di guerra, con la morte o con qualsiasi altra punizione che la corte marziale può disporre, ma se la diserzione o il tentativo di diserzione avviene in qualsiasi altro momento, con una punizione, diversa dalla morte, che la corte marziale può disporre. 

#### Guerra del 1812
Il tasso di diserzione per i soldati americani nella guerra del 1812 era del 12,7%, secondo i registri di servizio disponibili. La diserzione era particolarmente comune nel 1814, quando i bonus di arruolamento furono aumentati da $ 16 a $ 124, inducendo molti uomini a disertare un'unità e ad arruolarsi in un'altra per ottenere due bonus.

#### Guerra tra Messico e Stati Uniti
Durante la guerra messico-statunitense, il tasso di diserzione nell'esercito degli Stati Uniti era dell'8,3% (9.200 su 111.000), rispetto al 12,7% durante la guerra del 1812 e ai soliti tassi in tempo di pace di circa il 14,8% all'anno. Molti uomini disertarono per unirsi a un'altra unità statunitense e ottenere un secondo bonus di arruolamento. Altri disertarono a causa delle misere condizioni nell'accampamento, o nel 1849-1850 stavano usando l'esercito per ottenere il trasporto gratuito in California, dove disertarono per unirsi alla corsa all'oro in California. Diverse centinaia di disertori passarono dalla parte messicana; quasi tutti erano immigrati recenti dall'Europa con deboli legami con gli Stati Uniti. Il gruppo più famoso era il Battaglione di San Patrizio, circa la metà dei quali erano cattolici dall'Irlanda, il pregiudizio anti-cattolico sarebbe stato un altro motivo di diserzione. I messicani distribuirono volantini e manifesti che allettavano i soldati americani con promesse di denaro, concessioni di terre e commissioni per ufficiali. Le guerriglie messicane seguivano l'esercito americano e catturavano uomini che si erano congedati senza autorizzazione o che erano usciti dai ranghi. Le guerriglie costringevano questi uomini a unirsi ai ranghi messicani, minacciandoli di morte se non avessero obbedito. Le generose promesse si rivelarono illusorie per la maggior parte dei disertori, che rischiavano l'esecuzione se catturati dalle forze americane. Circa cinquanta dei San Patricios furono processati e impiccati dopo la loro cattura a Churubusco nell'agosto del 1847.
Gli alti tassi di diserzione erano un problema importante per l'esercito messicano, che riduceva le forze alla vigilia della battaglia. La maggior parte dei soldati erano contadini che avevano una lealtà verso il loro villaggio e la loro famiglia, ma non verso i generali che li avevano arruolati. Spesso affamati e malati, mai ben pagati, sotto-equipaggiati e solo parzialmente addestrati, i soldati erano tenuti in disprezzo dai loro ufficiali e avevano poche ragioni per combattere gli americani. Cercando la loro opportunità, molti si allontanarono dall'accampamento per trovare la strada per tornare al loro villaggio natale.

#### Guerra civile americana
Durante la guerra civile americana, sia l'Unione che la Confederazione avevano un problema di diserzione. Dei suoi circa 2,5 milioni di uomini, l'esercito dell'Unione vide circa 200.000 diserzioni. Oltre 100.000 disertarono l'esercito confederato, che era meno di un milione di uomini e forse non più di un terzo delle dimensioni dell'esercito dell'Unione.
New York subì 44.913 diserzioni entro la fine della guerra, e la Pennsylvania ne registrò 24.050, con l'Ohio che ne riportò 18.354. Circa 1 disertore su 3 tornò ai propri reggimenti, volontariamente o dopo essere stato arrestato e rimandato indietro. Molte delle diserzioni furono compiute da uomini "professionisti" della taglia, uomini che si arruolavano per riscuotere i bonus in denaro spesso consistenti e poi disertavano alla prima opportunità per ripetere un altro arruolamento altrove. Se catturati, avrebbero dovuto affrontare l'esecuzione; altrimenti avrebbe potuto rivelarsi un'impresa criminale molto redditizia.
Il numero totale di disertori confederati era ufficialmente di 103.400. La diserzione fu un fattore importante per la Confederazione negli ultimi due anni di guerra. Secondo Mark A. Weitz, i soldati confederati combatterono per difendere le loro famiglie, non una nazione. Egli sostiene che una "classe di piantatori" egemonica portò la Georgia in guerra con "scarso supporto da parte dei non schiavisti" (p. 12), e l'ambivalenza dei non schiavisti verso la secessione, sostiene, fu la chiave per comprendere la diserzione. Le privazioni del fronte interno e della vita da campo, unite al terrore della battaglia, minarono il debole attaccamento dei soldati del sud alla Confederazione. Per le truppe georgiane, la marcia di Sherman attraverso le loro contee d'origine innescò il maggior numero di diserzioni.

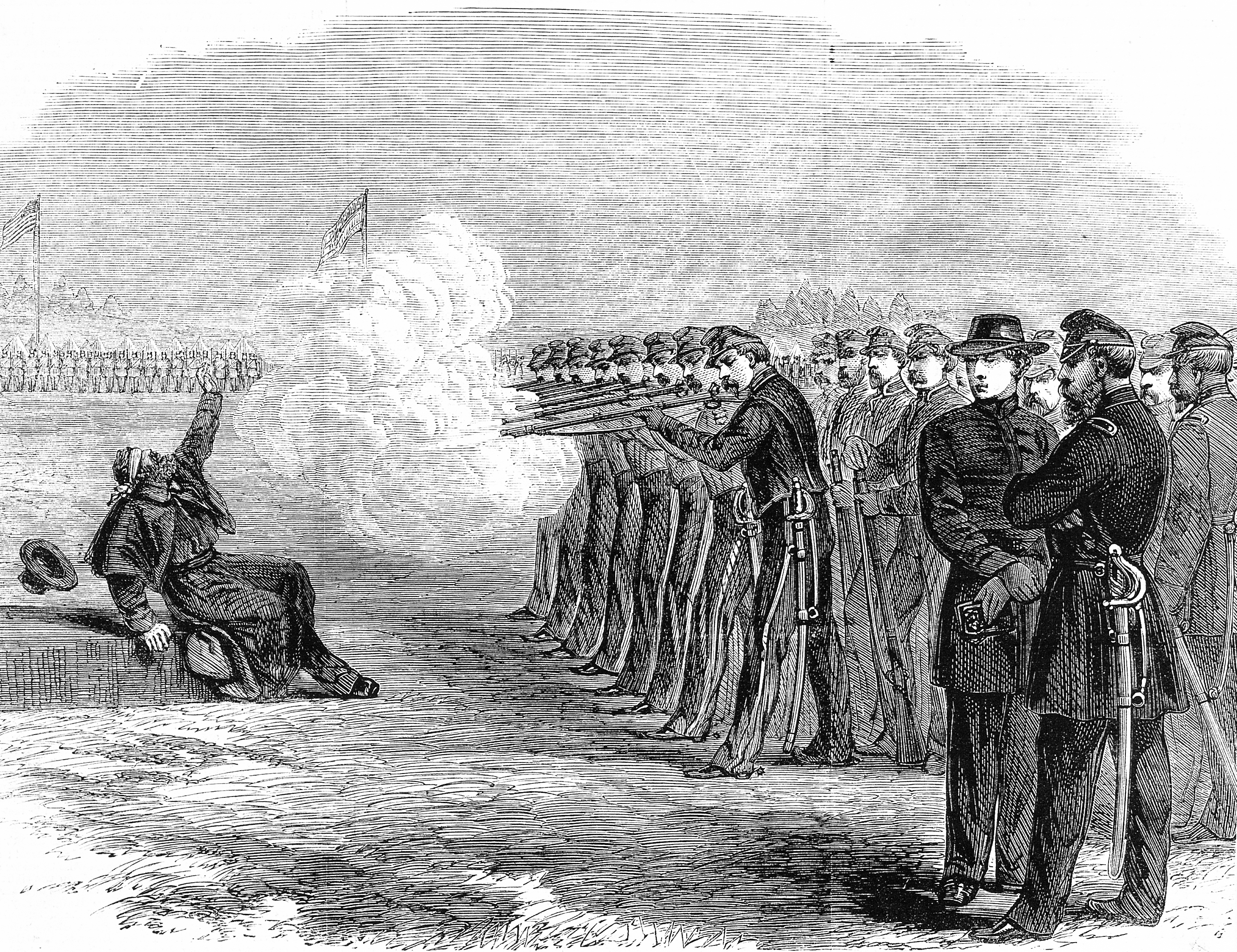
L'esecuzione di un disertore statunitense nel campo federale di Alessandria

L'adozione di un'identità localista ha portato anche i soldati a disertare. Quando i soldati implementarono un'identità locale, trascurarono di pensare a se stessi come sudisti che combattevano una causa del Sud. Quando sostituirono la loro identità del Sud con la loro precedente identità locale, persero il loro motivo di combattere e, quindi, disertarono l'esercito.
Una minaccia crescente alla solidarietà della Confederazione era l'insoddisfazione nei distretti montuosi degli Appalachi causata dal persistente sindacalismo e dalla sfiducia nel potere degli schiavi. Molti dei loro soldati disertarono, tornarono a casa e formarono una forza militare che combatté contro le unità dell'esercito regolare che cercavano di punirli. La Carolina del Nord perse il 23% dei suoi soldati (24.122) per diserzione. Lo stato forniva più soldati pro capite di qualsiasi altro stato confederato e aveva anche più disertori.

#### Prima guerra mondiale
La diserzione si verificò ancora tra le forze armate americane dopo che gli Stati Uniti entrarono nella prima guerra mondiale il 6 aprile 1917. Tra il 6 aprile 1917 e il 31 dicembre 1918, le Forze di spedizione americane (AEF) accusarono 5.584 militari e ne condannarono 2.657 per diserzione. Alla fine, 24 soldati dell'AEF furono condannati a morte, ma tutti riuscirono a evitare l'esecuzione dopo che il presidente Woodrow Wilson commutò le loro condanne a morte in pene detentive. I disertori venivano spesso umiliati pubblicamente. Un disertore della Marina degli Stati Uniti, Henry Holscher, in seguito si unì a un reggimento del Regno Unito e vinse la medaglia militare.

#### Seconda guerra mondiale
Oltre 20.000 soldati americani furono processati e condannati per diserzione. 49 furono condannati a morte, anche se 48 di queste condanne a morte furono successivamente commutate. Solo un soldato americano, Eddie Slovik, fu giustiziato per diserzione nella seconda guerra mondiale.

#### Guerra del Vietnam
Secondo il Dipartimento della Difesa, 503.926 militari statunitensi disertarono durante la guerra del Vietnam tra il 1° luglio 1966 e il 31 dicembre 1973. Alcuni di questi emigrarono in Canada. Tra coloro che disertarono in Canada c'erano Andy Barrie, conduttore di Metro Morning della Canadian Broadcasting Corporation Radio, e Jack Todd, editorialista sportivo per la Montreal Gazette. Anche altri paesi diedero asilo ai soldati statunitensi disertori. Ad esempio, la Svezia consente asilo ai soldati stranieri che disertano dalla guerra, se la guerra non è in linea con gli attuali obiettivi della politica estera svedese.

#### Guerra in Iraq
Secondo il Pentagono, più di 5.500 militari hanno disertato nel 2003-2004, in seguito all'invasione e all'occupazione dell'Iraq. Il numero aveva raggiunto circa 8.000 nel primo trimestre del 2006. Quasi tutti questi soldati hanno disertato all'interno degli Stati Uniti. C'è stato solo un caso segnalato di diserzione in Iraq. L'Esercito, la Marina e l'Aeronautica hanno segnalato 7.978 diserzioni nel 2001, rispetto alle 3.456 del 2005. Il Corpo dei Marines ha mostrato 1.603 Marines in stato di diserzione nel 2001. Questo numero era sceso a 148 nel 2005.

#### Penalità
Prima della guerra civile, i disertori dell'esercito venivano fustigati; dopo il 1861, venivano usati anche tatuaggi o marchiature. La pena massima negli Stati Uniti per la diserzione in tempo di guerra rimane la morte, ma questa punizione è stata applicata l'ultima volta a Eddie Slovik nel 1945. Nessun militare statunitense ha ricevuto più di 24 mesi di prigione per diserzione o mancata partenza dopo l'11 settembre 2001.
Un militare statunitense assente ingiustificato/in stato di libertà vigilata può essere sanzionato con una punizione non giudiziaria (NJP) o con la corte marziale ai sensi dell'articolo 86 dell'UCMJ per reati ripetuti o più gravi. A molti militari assenti ingiustificati/in stato di libertà vigilata viene anche concesso un congedo in luogo della corte marziale.

L'edizione del 2012 del Manuale statunitense per le corti marziali afferma che:
Chiunque venga ritenuto colpevole di diserzione o di tentativo di diserzione sarà punito, se il reato è commesso in tempo di guerra, con la morte o con qualsiasi altra punizione che la corte marziale può disporre, ma se la diserzione o il tentativo di diserzione avviene in qualsiasi altro momento, con una punizione, diversa dalla morte, che la corte marziale può disporre. 

## Status giuridico della diserzione nei casi di crimini di guerra
Secondo il diritto internazionale, il "dovere" o la "responsabilità" ultima non è necessariamente sempre nei confronti di un "governo" o di un "superiore", come si evince dal quarto Principio di Norimberga, che afferma:
Il fatto che una persona abbia agito in base a un ordine del suo governo o di un superiore non la esonera dalla responsabilità ai sensi del diritto internazionale, a condizione che una scelta morale fosse effettivamente possibile per lei.
Sebbene un soldato sottoposto a ordini diretti in battaglia non sia normalmente perseguibile per crimini di guerra, esiste una clausola legale a sostegno del rifiuto di un soldato di commettere tali crimini, in contesti militari al di fuori del pericolo immediato.
Nel 1998, la risoluzione 1998/77 dell'UNCHR ha riconosciuto che "le persone [già] impegnate nel servizio militare possono sviluppare obiezioni di coscienza" durante lo svolgimento del servizio militare.
Il principio è stato testato senza successo nel caso del disertore dell’esercito americano Jeremy Hinzman, che ha portato una commissione federale canadese per l’immigrazione a rifiutare lo status di rifugiato al disertore invocando l’articolo IV di Norimberga.

## Invito alla diserzione
L'invito a disertare, insieme alla obiezione di coscienza, è da sempre uno dei mezzi di contrasto alla guerra da parte dei movimenti per la pace e soggetto di testi e canzoni come "Il disertore" di Boris Vian, "Se viene la guerra" di Dario Bellezza, "Promemoria" di Gianni Rodari, "Girotondo" di Fabrizio de André, "Disertate" di Franco Berardi detto Bifo.